# Sabine Worthmann
Sabine Worthmann (* 1959 in Hemsbünde) ist eine deutsche Kontrabassistin, Klangkünstlerin und Hörspiel-Komponistin.

## Leben und Werk
Worthmann tourte als Bassistin zunächst mit den Kastrierten Philosophen und kam in genreübergreifenden Projekten u. a. mit Bernd Begemann, Martha Cinader, Anthony Coleman und Howard Johnson zusammen. Seit 20 Jahren komponiert und produziert sie Theatermusiken, beispielsweise für Volker Hesse, Katharina Thalbach oder Nicolai Sykosch und Inszenierungen am Maxim Gorki Theater, am Theater Bremen, am Staatstheater Karlsruhe und bei der Ruhrtriennale tätig. Zudem komponierte sie die Musik für zahlreiche Hörspiele  und Hörbücher, aber auch Kurzfilme. 2011 wurde ihr im Surround-Sound 5.1 produziertes Hörspiel Das Rätsel der Qualia: Eine Versuchsanordnung in 5.1-Surround für die ARD-Hörspieltage nominiert und gewann dort den Publikumspreis ARD-Online-Award. Des Weiteren schuf sie Klangkunst-Installationen.